# 蘭嶼法氏薑
蘭嶼法氏薑（学名：Vanoverberghia sasakiana）为薑科法氏薑屬下的一个种。
蘭嶼特有種，僅分布於蘭嶼。